# Герб Нової Зеландії
Герб Нової Зеландії — один з офіційних символів Нової Зеландії. 26 серпня 1911 року герб був затверджений королем Великої Британії Георгом V. Сучасну версію герба затвердила королева Єлизавета II у 1956 році.

### Опис
Герб Нової Зеландії — варязький щит, поділений на чотири чверті, які посередині розділені вертикальною смугою.
З 1911 року щит герба залишався незмінним:
- в правому верхньому кутку зображені чотири червоні зірки на синьому полі, що символізують сузір'я Південний Хрест;
- в лівому верхньому — золоте руно на червоному полі, що символізує скотарство;
- в правому нижньому — золотий сніп пшениці на червоному полі, що символізує сільське господарство;
- в лівому нижньому — два молота, що символізують гірничу промисловість;
- Між бічними сторонами щита розташована вертикальна смуга (біле поле), на якій зображені три кораблі, що символізують важливість морської торгівлі для Нової Зеландії та походження новозеландців.

У 1956 році були внесені зміни в зображення герба: з верхівки герба зникло зображення лева, що тримає британський прапор, а також девіз «Onward». Основа була прикрашена стилізованим зображенням листя папороті та написом «New Zealand».
На сучасному гербі щитотримачі також відмінні від варіанту 1911 року. Щитотримачі на гербі 1911 року виглядали так: рудоволоса жінка, яка стояла боком, а не обличчям до щита, та воїн маорі, що тримає Таїах. На варіанті 1956 зображена пакеха, яка тримає в руках прапор Нової Зеландії, зображення воїна не змінилось. Щит увінчаний короною святого Едуарда.